# Neoterpes notataria
Neoterpes notataria là một loài bướm đêm trong họ Geometridae.